# (You Drive Me) Crazy
(You Drive Me) Crazy är den tredje singeln från den amerikanska sångerskan Britney Spears. Låten finns med på hennes debutplatta ...Baby One More Time som släpptes 1999 men även på samlingsalbumet Greatest Hits: My Prerogative. Sången är skriven av Per Magnusson, Jörgen Elofsson, David Kreuger och Max Martin.

## Listplaceringar
| Land                             | Högsta placering |
| -------------------------------- | ---------------- |
| Australien                       | 12               |
| Österrike                        | 10               |
| Belgien (Flandern)               | 3                |
| Belgien (Wallonien)              | 1                |
| Kanada                           | 13               |
| Nederländerna                    | 2                |
| European Hot 100 Singles         | 2                |
| Finland                          | 3                |
| Frankrike                        | 2                |
| Tyskland                         | 4                |
| Irland                           | 3                |
| Nya Zeeland                      | 5                |
| Norge                            | 2                |
| Sverigetopplistan                | 2                |
| U.S. Billboard Hot 100           | 10               |
| U.S. Billboard Top 40 Mainstream | 4                |
| UK Singles Chart                 | 5                |

## Format
| UK CD Singel (0550582) 1. "(You Drive Me) Crazy" [The Stop Remix!] — 3:16 2. "(You Drive Me) Crazy" [Spacedust Dark Dub] — 9:15 3. "(You Drive Me) Crazy" [Spacedust Club Mix] — 7:20 UK Cassette Single (0550584) 1. "(You Drive Me) Crazy" [The Stop Remix!] — 3:16 2. "I'll Never Stop Loving You" — 3:41 UK/U.S. Promo CD (JDJ-42606-2) 1. "(You Drive Me) Crazy" [The Stop Remix!] — 3:16 2. "(You Drive Me) Crazy" [The Stop Remix! Instrumental] — 3:16 Europa/Australien CD Singel (0550672) 1. "(You Drive Me) Crazy" [The Stop Remix!] — 3:16 2. "(You Drive Me) Crazy" [The Stop Remix! Instrumental] — 3:16 3. "I'll Never Stop Loving You" — 3:41 | Taiwan/Hong Kong CD Single (0550672) 1. "(You Drive Me) Crazy" [The Stop Remix!] — 3:16 2. "(You Drive Me) Crazy" [Spacedust Dark Dub] — 9:15 3. "(You Drive Me) Crazy" [Spacedust Club Mix] — 7:20 4. "Autumn Goodbye" — 3:40 Japan CD Singel (AVCZ95137) 1. "(You Drive Me) Crazy" [The Stop Remix!] — 3:16 2. "I'll Never Stop Loving You" — 3:41 3. "...Baby One More Time" [Davidson Ospina Chronicles Dub] — 6:30 4. "Sometimes" [Soul Solution Drum Dub] — 3:32 5. "(You Drive Me) Crazy" [The Stop Remix! Instrumental] — 3:16 6. "Sometimes" [Thunderpuss 2000 Club Mix] — 8:02 Colombia CD Promo 1. "(You Drive Me) Crazy" [Album Version] — 3:18 2. "(You Drive Me) Crazy" [The Stop Remix!] — 3:16 3. "(You Drive Me) Crazy" [Spacedust Radio Mix] — 4.16 4. "(You Drive Me) Crazy" [Spacedust Club Mix] — 7.33 |

## Remixar
| - Album Version — 3:18 - The Stop Remix! — 3:16 - The Stop Remix! (Instrumental) — 3:16 - Jazzy Jim's Hip-Hop Mix — 3:40 - Jazzy Jim's Hip-Hop Bonus Beats — 3:36 - Pimp Juice's Souled Out 4 Tha Suits Vocal Mix — 6:30 - Pimp Juice's "Donkey Punch" Dub — 7:10 - Spacedust Radio Mix — 4.16 (Only available on the Colombia CD Promo) - Spacedust Club Mix — 7:33 - Spacedust Dark Dub — 9:05 - Spacedust Pop Vocal Mix — 8:21 | - Mike Ski's Vocal Mix — 7:44 - Mike Ski's Dub — 8:24 - Mike Ski's Horn Build — 3:03 - The Rascal Dub — 6:16 - Johnick Dub — 6:31 - Lenny Bertoldo X Club Mix — 7:02 - ...Baby One More Time/Crazy Medley (Unreleased — Billboard Awards 1999) - Wade Robson Remix (Instrumental) — 1:34 (From Wade Robson's Dance Beats, Vol. 1) - Jazz Mix performed during her Onyx Hotel Tour |